# Kwilcz (gromada)
Kwilcz – dawna gromada, czyli najmniejsza jednostka podziału terytorialnego Polskiej Rzeczypospolitej Ludowej w latach 1954–1972.
Gromady, z gromadzkimi radami narodowymi (GRN) jako organami władzy najniższego stopnia na wsi, funkcjonowały od reformy reorganizującej administrację wiejską przeprowadzonej jesienią 1954 do momentu ich zniesienia z dniem 1 stycznia 1973, tym samym wypierając organizację gminną w latach 1954–1972.
Gromadę Kwilcz z siedzibą GRN w Kwilczu utworzono – jako jedną z 8759 gromad na obszarze Polski – w powiecie międzychodzkim w woj. poznańskim, na mocy uchwały nr 29/54 WRN w Poznaniu z dnia 5 października 1954. W skład jednostki weszły obszary dotychczasowych gromad Dąbrowa, Kurnatowice, Kwilcz, Mechnacz (bez parceli, włączonej do nowo utworzonej gromady Kamionna), Miłostowo, Rozbitek, Upartowo i Wituchowo oraz niektóre parcele z karty Nr 2 obrębu Prusim z dotychczasowej gromady Prusim – ze zniesionej gminy Kwilcz w powiecie międzychodzkim; wreszcie kompleks lasów państwowych o obszarze 59,78 ha z dotychczasowej gromady Chudobczyce ze zniesionej gminy Lwówek w powiecie nowotomyskim w tymże województwie. Dla gromady ustalono 27 członków gromadzkiej rady narodowej.
Gromada przetrwała do końca 1972 roku, czyli do kolejnej reformy gminnej. 1 stycznia 1973 w powiecie międzychodzkim reaktywowano gminę Kwilcz.